# Fort Lee (New Jersey)
Fort Lee è un comune statunitense della contea di Bergen nello Stato del New Jersey.
La città fu così battezzata da George Washington che le diede il nome del generale Lee.